# آنکا-۳

## توسعه و آزمایش
آزمایش‌های روی باند آنکا-۳ در آوریل ۲۰۲۳ آغاز شد. اولین پرواز آن در ۲۸ دسامبر ۲۰۲۳ انجام شد و طی آن این پهپاد به مدت یک ساعت و ده دقیقه در هوا پرواز کرد. در ۲۰ اوت ۲۰۲۴، آنکا ۳ اولین آزمایش جمع شدن چرخ دنده فرود در حین پرواز خود را با موفقیت انجام داد و نقطه عطف مهم دیگری در توسعه آن رقم زد.
در ۲۰ سپتامبر ۲۰۲۴، آنکا-۳ اولین آزمایش شلیک واقعی موشک خود را با موفقیت انجام داد و هدف را با دقت مورد اصابت قرار داد. این آزمایش با همکاری شرکت‌های آسلسان و روکتسان انجام شد. آزمایش شلیک واقعی با استفاده از سیستم دوربین الکترواپتیکی AF500، تولید شده توسط اسلسان و کیت هدایت تبر-۸۲، توسعه یافته توسط راکتسان انجام شد.
در ۳۰ اکتبر ۲۰۲۴، یک پهپاد آنکا-۳ مسلح به موشک کروز، اولین پهپاد تاریخ شد که توسط هواپیمای دیگری در نقش پهپاد هم‌پر کنترل می‌شد و این نشان دهنده پیشرفتی در قابلیت‌های کنترل از راه دور برای هوانوردی نظامی است.
در ۱۳ ژانویه ۲۰۲۵، یک فروند پهپاد آنکا-۳ با موفقیت آزمایش حمله با مهمات داخلی از جمله بمب تولون (TOLUN) را با موفقیت پشت سر گذاشت.

## مشخصات فنی
- حداکثر وزن برخاست: ۶٫۵ تن
- ظرفیت بار مفید: ۱۲۰۰ کیلوگرم
- سرعت کروز: ۲۵۰ گره (۴۶۰ کیلومتر بر ساعت)
- حداکثر سرعت هوایی: ۴۵۰ گره (۸۳۰ کیلومتر بر ساعت)
- سقف پروازی: ۱۲۰۰۰ متر (۳۹۰۰۰ فوت)
- حداکثر سقف: ۴۰٬۰۰۰ فوت (۱۲۰۰۰ متر)
- مدت پرواز: ۱۰ ساعت[۱۵]
- ابعاد: ۱۷٫۵ متر طول، ۸ متر طول بال‌ها
- تسلیحات: قادر به حمل تا ۱۳۰۰ کیلوگرم مهمات مختلف، از جمله SOM-J، MAM، Mk82 و بمب‌های سنگرشکن.

منابع:

## تحولات آینده

### پیشرانه و عملکرد
در حالی که نسخه اولیه آنکا-۳ با یک موتور تجهیز شده بود، شرکت صنایع هوافضای ترکیه (TAI) برنامه‌ریزی کرده است تا این پهپاد رزمی را به دو موتور توربوفن TEI TF-10000 مجهز کند. این موتورها که به صورت داخلی در ترکیه توسعه یافته‌اند، انتظار می‌رود قابلیت‌های زیر را برای آنکا-۳ به ارمغان آورند:
- سرعت مافوق صوت: توانایی پرواز با سرعت فراتر از صوت
- همراهی با جنگنده KAAN: امکان انجام مأموریت‌های مشترک با جنگنده سرنشین‌دار کان
- افزایش برد و مانورپذیری: بهبود عملکرد عملیاتی در سناریوهای رزمی پیچیده

### قابلیت‌های عملیاتی
آنکا-۳ برای عملیات پرسرعت طراحی شده و قابلیت‌های هوا به زمین و هوا به هوا را ارائه می‌دهد. مقطع راداری کم آن بقاپذیری را افزایش می‌دهد، در حالی که برد عملیاتی تا ۱۰ ساعت و قابلیت‌های پرواز در ارتفاع بالا، مأموریت‌های برد بلند را ممکن می‌سازد. این پهپاد رزمی می‌تواند به صورت خودکار با کنترل در خط دید و فراتر از خط دید عمل کند.
آنکا-۳ فراتر از نقش رزمی خود می‌تواند ماموریت‌های اطلاعاتی، نظارتی و شناسایی (ISR) و همچنین جنگ الکترونیک را انجام دهد. انواع آینده ممکن است بزرگتر با ظرفیت حمل بار بیشتر باشند و قابلیت‌های آن را بیشتر گسترش دهند.